# 아미노산 연대 측정
아미노산 연대 측정은 고생물학, 고고학, 법의학, 퇴적지질학 및 기타 분야에서 시료의 연대를 추정하기 위해 사용되는 연대 측정 기법이다. 이 방법은 아미노산 분자가 처음 형성된 분자 내부에서 일어나는 변화를 통하여 시간을 측정한다.
모든 생물학적 조직에는 아미노산이 포함되어 있다. (가장 단순한) 글리신을 제외한 모든 아미노산은 광학활성으로 비대칭 탄소 원자를 가지고 있다. 따라서 아미노산은 두 가지 서로 다른 구조, 즉 서로 거울상을 이루는 "D" 혹은 "L" 구조를 가질 수 있다. 몇몇 예외를 제외하면 살아있는 유기체에 있는 모든 아미노산은 "L" 형태의 아미노산이다. 유기체가 죽으면 아미노산 구조를 제어할 수 있는 방법이 없어지고 L형 아미노산에 대한 D형 아미노산의 비율이 0에서 평형상태인 1 쪽으로 이동하게 되고 이 과정을 라세미화라고 부른다. 따라서 시료에서 D형 아미노산과 L형 아미노산의 비율을 측정하면 이것이 얼마나 오래전에 죽었는지 알 수 있게 된다.